# برغان
برغان هي قرية في مقاطعة ساوجبلاغ، إيران. يقدر عدد سكانها بـ 470 نسمة بحسب إحصاء 2016.

## أعلام
- محمد تقي البرغاني